# Witerită

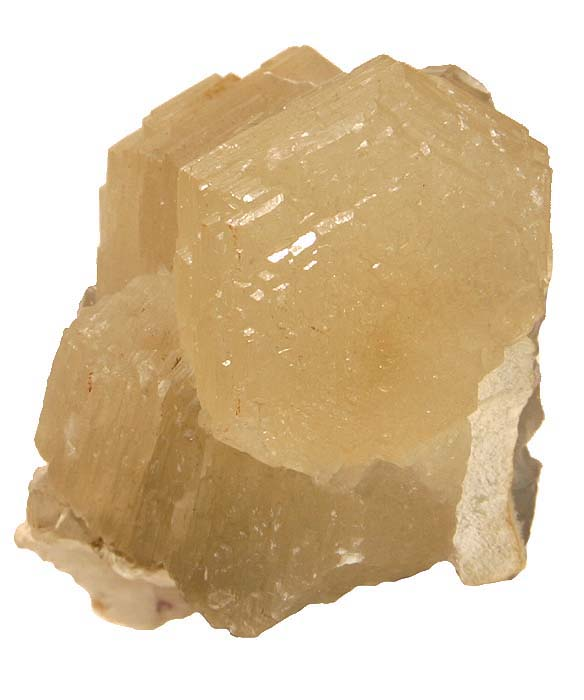

Witerita este numele dat unui mineral ce conține carbonat de bariu (BaCO3) în onoarea faimosului om de științe William Withering. Face parte din grupa aragonitelor.